# Бумбур, Илгонис Адолфович
Илгонис Адолфович Бумбур (латыш. Ilgonis Bumburs; 17 марта 1933 года, Латвия — 2007 год, Лигатне, Латвия) — председатель правления рыболовецкого колхоза «Узвара» Латвийской ССР. Герой Социалистического Труда (1988). Депутат Верховного Совета Латвийской ССР 10-го и 11-го созывов.

## Биография
Получил среднее образование. С 1948 года трудился рыбаком, бригадиром в рыболовецком колхозе. В 1956 году вступил в КПСС. В 1960 году избран председателем рыболовецкого колхоза «Узвара».
Вывел колхоз из отстающих в число передовых рыболовецких предприятий Латвийской ССР. По итогам Семилетки (1959—1965) занял первое место в республиканском социалистическом соревновании по добыче рыбы. План шести месяцев первого года Восьмой пятилетки (1966—1970) был выполнен на 176 %. Под его руководством колхоз добился значительных успехов в экономическом и социальном развитии. В колхозе были построены собственный порт, гараж, механические мастерские, коптильня и мастерские по ремонту и плетению сетей. По итогам трудовой деятельности во время Восьмой пятилетки был награждён в 1971 году Орденом «Знак Почёта».
В начале Девятой пятилетки (1971—1975) коллектив колхоза выступил с инициативой Всесоюзного соревнования по досрочному выполнению заданий пятилетки по добыче рыбы. В мае 1973 года колхоз «Узвара» добыл около 350 тысяч центнеров рыбы, выполнив план трёх лет пятилетки. В 1975 году было добыто свыше 18 тысяч центнеров рыбы. В это же время в колхозе был построен собственный рыбоперерабатывающий комплекс, позволивший получать колхозу более высокие доходы, чем рыбная добыча. На прибыль с переработки рыбы в колхозе были построены несколько пятиэтажных жилых домов в Лиелупе (часть Юрмалы), причал, различные мастерские и другие социальные и производственные объекты. Ежегодно увеличивалась прибыль колхоза: в 1979 году было получено 9 миллионов рублей дохода, в 1980 году — 10 миллионов рублей и в 1981 году — 11 миллионов рублей. По итогам трудовой деятельности во время Десятой пятилетки (1976—1980) колхоз стал одним из трёх из более чем 500 рыболовецких колхозов СССР, удостоившихся переходящего Красного Знамени ЦК КПСС.
Указом Президиума Верховного Совета СССР «О присвоении звания Героя Социалистического Труда тов. Бумбура И. А.» от 17 марта 1988 года удостоен звания Героя Социалистического Труда «за выдающиеся производственные достижения, большой личный вклад в развитие рыбного хозяйства и решение социальных задач колхоза» с вручением ордена Ленина и золотой медали Серп и Молот.
Избирался депутатом Верховного Совета Латвийской ССР 10 — 11 созывов, депутатом Юрмальского городского Совета народных депутатов, членом бюро Юрмальского горкома Компартии Латвии, делегатом XXIII (в 1981 году) и XXIV (в 1986 году) съездов Компартии Латвии.
Возглавлял колхоз до выхода на пенсию.
С 1997 года — президент АО «Jūraslīcis», которое занималось добычей кильки (около 14 тысяч тонн в год).
Проживал в Юрмале, где скончался в 2007 году.
Награды и звания
- Герой Социалистического Труда
- Орден Ленина — дважды (15.04.1982; 1988)
- Орден Трудового Красного Знамени (12.05.1977)
- Орден «Знак Почёта» (26.04.1971).
- Заслуженный рыбак Латвийской ССР (04.11.1974).